# Vimanmekpaleis

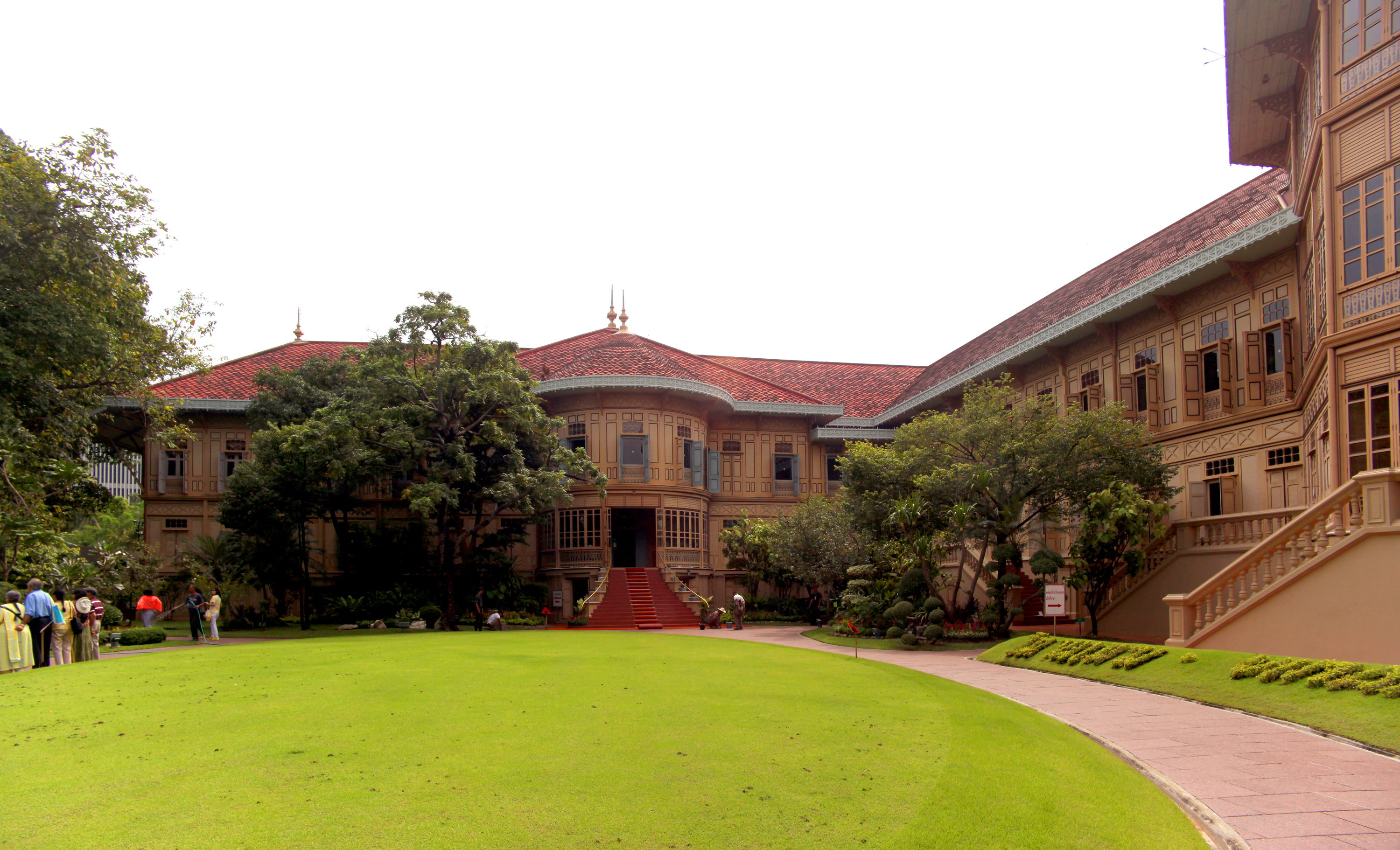
Vimanmek paleis, Bangkok

Het Vimanmek paleis (Thai วิมานเมฆ) is een voormalig koninklijk paleis in Bangkok, Thailand. Het paleis staat ook bekend als het Vimanmek teakhouten herenhuis of Vimanmek herenhuis. Het paleis bevindt zich in het Suansat Dusit complex, in het Dusit district.
Het paleis werd in 1901 in opdracht Koning Chulalongkorn volledig opnieuw opgebouwd van teakhout nadat het van de oorspronkelijke locatie op Ko Si Chang is weggehaald. Het paleis is tot 1935 gebruikt als koninklijk paleis en bevat 72 kamers.
Op verzoek van Koningin Sirikit is het paleis in 1982 gerestaureerd waardoor het nu een grote toeristische trekpleister is geworden. Het paleis wordt als het grootste teakhouten gebouw ter wereld beschouwd.